# Dinis Moreira da Mota
Dinis Moreira da Mota (Ribeira Grande, Pico da Pedra, 2 de Março de 1860 — Ponta Delgada, Santo António, 29 de Agosto de 1914) foi um engenheiro civil e político açoriano, co-autor e responsável pela apresentação nas Cortes de um dos projectos de lei sobre a autonomia administrativa dos Açores que precederam a promulgação do Decreto de 2 de Março de 1895. Também se notabilizou pela sua defesa do associativismo agrícola, na altura denominado sindicalismo agrícola, precursor do actual movimento cooperativo e do associativismo agrícola.

## Biografia
Dinis Moreira da Mota foi filho de Francisca Ermelinda Moreira da Câmara, natural de São Miguel (Vila Franca do Campo), e de António Augusto da Mota Frazão, natural do Pico da Pedra, professor e reitor do Liceu Nacional de Ponta Delgada. Foi irmão do líder autonomista Aristides Moreira da Mota.
Frequentou o ensino primário no Pico da Pedra, matriculando-se no Liceu de  Ponta Delgada no ano de 1872, ali estudando até Junho de 1876. No seu último ano no Liceu promoveu a formação do grupo de académicos liceais denominado Palestras Literárias, a que presidiu.
Nesse mesmo ano partiu para Coimbra, onde frequentou os estudos preparatórios no ano lectivo de 1876/1877, tendo como objectivo o ingresso na Escola do Exército e uma carreira militar. Matriculou-se a 2 de Outubro de 1877 na Faculdade de Matemática da Universidade de Coimbra, onde no ano lectivo de 1880/1881 concluiu o 4.º ano de Matemática. Entretanto, assentara praça em 1878, sendo alferes-aluno do Regimento de Artilharia n.º 1 em 1881. Terminados os estudos de Matemática, matriculou-se na Escola do Exército, na qual concluiu em 1883 o curso de Engenharia Civil.
Habilitado com o cursos de engenharia, nos anos de 1883 e 1884 trabalhou como projectista em Lisboa enquanto aguardava a possibilidade de ingressar no funcionalismo público, o que conseguiu a 4 de Outubro de 1884, data em que foi nomeado engenheiro civil do Ministério das Obras Públicas, Comércio e Indústria e destacado para substituir António José Arroio nos trabalhos de construção do Caminho de Ferro do Algarve.
No ano seguinte transfere-se para a Companhia Nacional de Caminhos de Ferro, embora mantendo o seu vínculo ao Ministério das Obras Públicas, passando a trabalhar na construção e exploração da Linha do Tua, residindo em Mirandela. Trabalhou na Linha do Tua e nas linhas das Beiras até Fevereiro de 1892, data em que regressou ao serviço do Ministério em Lisboa, tendo entretanto realizado, nos anos de 1886 e 1889, visitas de estudo à França, Bélgica e Alemanha.
Em Julho de 1892 transferiu-se para a ilha de São Miguel, passando a exercer funções de inspector da Circunscrição Industrial dos Açores, com sede em Ponta Delgada, funções que manteve até 10 de Janeiro de 1894.
Entretanto, por influência do seu irmão Aristides Moreira da Mota, então um dos líderes do Partido Regenerador no Distrito de Ponta Delgada e um fervoroso autonomista, aceitou integrar a lista daquele partido que se apresentou pelo círculo de Ponta delgada às eleições gerais de 23 de Outubro de 1892. Foi eleito deputado, tendo prestado juramento perante a Câmara a 25 de Fevereiro de 1892. A eleição decorreu em pleno arranque da Primeira Campanha Autonomista Açoriana, constando da agendo dos deputados então eleitos a obtenção da autonomia para o arquipélago.
Interessado pela agricultura, logo que regressou aos Açores montou uma exploração agrícola no concelho da Lagoa, recorrendo para tal a terrenos pertencentes à família materna. Esta ligação à agricultura levaria à fundação de um sindicato agrícola, inspirado no modelo francês, então ainda novidade nacional. Em consequência, os sindicatos agrícolas ocupariam boa parte da actividade parlamentar de Dinis Moreira da Mota e viriam a ter nos Açores um grande desenvolvimento, particularmente na ilha das Flores, onde por acção do padre José Furtado Mota se desenvolveria o pujante movimento do sindicalismo agrícola florentino.
No Parlamento, para além da questão do sindicalismo agrícola, sobre a qual apresentou um projecto de lei em conjunto com António Alfredo Barjona de Freitas pugnado pela sua utilidade e pela necessidade de ser livre a sua constituição, apresentou a 13 de Julho de 1893 um projecto de lei visando a concessão de autonomia administrativa aos distritos açorianos. Aquela proposta de lei, elaborada com base noutra que havia sido apresentada no ano anterior por seu irmão Aristides Moreira da Mota, havia merecido o apoio da comissão eleita no comício realizado no Teatro Micaelense a 19 de Fevereiro daquele ano. Aquela comissão, depois designada Comissão Autonómica de Ponta Delgada,  era presidida por Aristides Moreira da Mota e integrava um notável grupo de intelectuais autonomistas.
Para além das importantes propostas sobre sindicalismo agrícola e sobre a autonomia dos Açores, Dinis Moreira da Mota foi membro das comissões parlamentares de Obras Públicas e de Instrução Primária e Secundária, nas quais exerceu papel relevante, em especial como relator do projecto de lei referente às ligações marítimas entre Lisboa e os arquipélagos dos Açores e da Madeira.
Infelizmente, a Câmara foi dissolvida a 15 de Julho de 1893, fazendo gorar os projectos legislativos que havia apresentado. Ainda assim, a sua curta passagem pelas Cortes deixou uma importante marca pela qualidade dos projectos apresentados e pelas brilhantes intervenções que fez sobre questões de interesse para os Açores, nomeadamente o monopólio do álcool, as ligações marítimas para os Açores e a importância do cabo telegráfico submarino, que aliás foi lançado durante a sua estadia no Parlamento e inaugurado a 27 de Agosto de 1893.
Terminada a legislatura, regressou a  Ponta Delgada, onde a partir de 16 de Março de 1894 ficou como engenheiro adido à Direcção de Obras Públicas do Distrito. Passou então a desenvolver múltiplo projectos de obras públicas e particulares, alguns de características inovadoras e demonstrativos de grande conhecimento técnico.
A partir de 3 de Maio de 1897 passou a prestar serviço na direcção da construção do molhe do porto de Ponta Delgada, cabendo-lhe orientar a implantação da muralha da doca. O seu projecto para as obras do porto, considerado pouco usual para a época, foi aprovado a 27 de Março de 1901, tendo as obras prosseguido até 1910, quando foram suspensas por falta de verbas. Apesar disso, aquele trabalho, de grande dificuldade técnica e num tipo de construção de que havia pouca experiência no país, foi coroado de sucesso, o que lhe granjeou grande prestígio profissional.
Por portaria de 30 de Setembro de 1898 foi nomeado director interino da Direcção de Obras Públicas do Distrito Autónomo de Ponta Delgada, então já na dependência da Junta Geral criada pelo Decreto de 2 de Março de 1895. Exerceria este cargo até 1911, ano em que por portaria de 27 de Fevereiro, do Governo Provisório da República, passou de director interino a director daquele serviço. Manteria aquele cargo até falecer.
Entretanto, em 1901 e entre 1903 e 1905 foi professor provisório de Ciências no Liceu Nacional de Ponta Delgada e a 3 de Março de 1905 fora encarregado, face à sua experiência na doca de Ponta Delgada, de dirigir as obras de alargamento e protecção do cais do Porto das Pipas, na cidade de Angra do Heroísmo, trabalhos que conduziu com êxito. Em 1914 foi nomeado presidente da Câmara Municipal de Ponta Delgada, cargo que exercia quando faleceu.
No âmbito das suas funções como Director das Obras Públicas da Junta Geral, Dinis Moreira da Mota dedicava particular atenção à reparação das estradas, visitando as obras em curso. Foi durante uma dessas visitas, às obras de construção da estrada entre as Capelas e as Bretanhas, que em 29 de Agosto de 1914 faleceu subitamente, quando inspeccionava a construção de uma ponte em Santo António da Bretanha.
Dinis Moreira da Mota deixou uma vasta obra construída na ilha de São Miguel, a qual inclui alguns imóveis que ainda hoje marcam o património construído da ilha. Os seus projectos estão já marcados por preocupações urbanísticas e paisagísticas, caso raro ao tempo. Foi por sua iniciativa e sob a sua direcção que, como forma de recuperação da paisagem alterada pela extracção de pedra para as obras do porto, se plantaram árvores nas Pedreiras da Doca, em Ponta Delgada, dando origem a um parque foi conhecido como Parque de Dinis Mota (destruído pela expansão da pista do Aeroporto João Paulo II). Também projectou a plantação de árvores e a construção de casas de veraneio na zona das praias do Pópulo e das Milícias, ainda hoje um conjunto urbano de grande qualidade. Aproveitando a sua experiência nas companhias de caminhos-de-ferro, projectou a construção de um caminho-de-ferro que ligaria  Ponta Delgada à Ribeira Grande e à vila da Povoação, que, apesar de ter sido aprovado pelas Cortes e pelo Governo, nunca chegou a ser construído.
Também se lhe deve arranjo urbanístico da Rua do Corpo Santo, a construção do antigo varadouro de São Francisco e a abertura da esplanada do Castelo de São Brás. São também obra sua o edifício do Observatório Magnético, na Fajã de Cima, e antigo edifício da Biblioteca Pública de Ponta Delgada (hoje o imóvel onde funciona o Conservatório Regional de Ponta Delgada).
Outra faceta importante da vida de Dinis Moreira da Mota foi o seu empenhamento em causas sociais e em tarefas comunitárias. Foi assim que fez parte das comissões organizadoras das exposições distritais de artes e indústrias que decorreram em  Ponta Delgada nos anos de 1895 e 1901, esta última planeada para coincidir com a visita régia aos Açores levada a cabo por D. Carlos I e por D. Amélia de Orleães. Foi também um fundadores, e depois vice-presidente e presidente, da associação O Século XX, uma instituição de caridade promotora de instrução, fundada em  Ponta Delgada no ano de 1901, por ocasião da visita régia, que recolhia e instruía crianças de ambos os sexos.
Tem um parque e uma rua com o seu nome em  Ponta Delgada, uma rua no Pico da Pedra onde nasceu, e um largo na cidade de Lagoa.
Casou com Maria Margarida Botelho Riley (Nossa Senhora do Rosário (Lagoa), 24 de Agosto de 1859 - Santa Cruz (Lagoa), 17 de Outubro de 1932), irmã de sua cunhada e filha de pai Inglês, e foi pai de Francisca Ermelinda Botelho Riley da Câmara Moreira da Mota (Mirandela, Mirandela, 6 de Janeiro de 1889 - Ponta Delgada, São Sebastião, 26 de Novembro de 1949), casada em Ponta Delgada, Livramento, a 24 de Janeiro de 1914 com Duarte Manuel de Andrade Albuquerque de Bettencourt, Representante do Título de Conde de Albuquerque e também Presidente da Câmara Municipal de Ponta Delgada.